# Les Clés du royaume
Pour plus de détails, voir Fiche technique et Distribution.
Les Clés du royaume (titre original : The Keys of the Kingdom) est un film américain réalisé par John M. Stahl, sorti en 1944.
Il est adapté du roman du même nom d'A. J. Cronin (1941).

## Synopsis
Un prêtre catholique traditionnel et écossais, l'abbé Chisholm, est envoyé en Chine pour évangélisation. Il se refuse à convertir les Chinois à coup d'argent et de pression et préfère utiliser sa seule parole pour faire partager sa foi. 
Il traversera des années de guerre, d'épidémies et de disette mais gagnera la confiance des habitants, ainsi que celle des trois religieuses européennes qui sont envoyées pour l'aider, après la méfiance des débuts.

## Fiche technique
- Titre : Les Clés du royaume
- Titre original : The Keys of the Kingdom
- Réalisation : John M. Stahl, assisté d'Otto Brower (non crédité)
- Scénario : Nunnally Johnson et Joseph L. Mankiewicz, d'après le roman Les Clés du royaume d'A. J. Cronin
- Production : Joseph L. Mankiewicz
- Société de production : Twentieth Century Fox
- Musique : Alfred Newman
- Photographie : Arthur C. Miller
- Direction artistique : James Basevi et William S. Darling
- Costumes : Bonnie Cashin
- Montage : James B. Clark
- Pays de production :  États-Unis
- Langue : anglais américain
- Format : noir et blanc — 1,37:1 — son : mono
- Genre : drame
- Durée : 137 minutes
- Date de sortie : 15 décembre 1944
- Affiche : Constantin Belinsky (France)

## Distribution
- Gregory Peck (VF : Marc Valbel) : Francis Chisholm

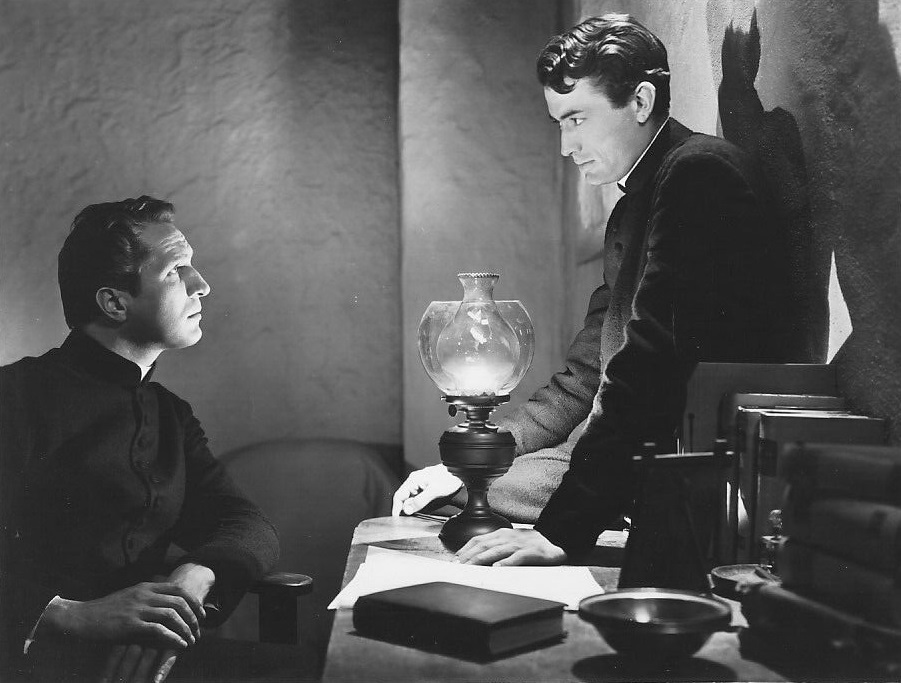
Vincent Price et Gregory Peck dans une scène du film.

- Thomas Mitchell (VF : Camille Guerini) : le docteur Willie Tulloch
- Vincent Price : Anselm "Angus" Mealey
- Rose Stradner (VF : Lucienne Givry) : la révérende mère Maria-Veronica
- Roddy McDowall : Francis Chisholm, jeune garçon
- Edmund Gwenn : Monseigneur Hamish MacNabb
- Cedric Hardwicke (VF : Jean Clarens) : Monseigneur Sleeth
- Dennis Hoey : Alec Chisholm
- Ruth Nelson : Lisbeth Chisholm
- Edith Barrett : tante Polly Bannon
- Peggy Ann Garner : Nora, jeune fille
- Jane Ball : Nora
- James Gleason : le révérend docteur Wilbur Fiske
- Anne Revere (VF : Mona Dol) : Agnes Fiske
- Benson Fong : Joseph
- Leonard Strong : M. Chia
- Philip Ahn : M. Pao
- Arthur Shields (VF: Gérard Ferat) : l'abbé Tarrant
- Sara Allgood : sœur Martha
- Ruth Ford : sœur Clotilde
- Richard Loo : Major Shen
- Abner Biberman (VF : Fernand Rauzena) : Wai's Captain

## Récompenses
- Nominations pour les Oscars du cinéma (1946) :
  - Meilleur acteur : Gregory Peck
  - Meilleure direction artistique
  - Meilleure photographie
  - Meilleure musique